# Тулой
Тулой — река в России, протекает по Турочакскому району Республики Алтай. Длина реки составляет 54 км, площадь водосборного бассейна 384 км². Впадает в Бию на 259 километре от устья по правому берегу.
Река находится вдали от населённых пунктов, в районе устья расположено одноимённое село Тулой.

## Притоки
- 10 км: Караса
- 18 км: Эдербес

## Данные водного реестра
По данным государственного водного реестра России относится к Верхнеобскому бассейновому округу, водохозяйственный участок реки — Бия, речной подбассейн реки — Бия и Катунь. Речной бассейн реки — (Верхняя) Обь до впадения Иртыша.